# 'A'isha at-Taymuriya
'A'isha 'Esmat at-Taymuriya, arabiska: عائشة التيمورية, född 1840, död 1902, var en egyptisk författare och feminist.
Tillsammans med andra samtida egyptiska kvinnor, som Maryam al-Nahhas (1856 - 1886), Zaynab Fawwaz (1860 - 1894), ifrågasatte hon strax före och parallellt med manliga kvinnoreformister, som Qasim Amin (1863 - 1908), könsojämlikheter och arbetade för kvinnlig frigörelse. Samtida feminister i Egypten arbetade politiskt för utbildning även för kvinnor, gjorde välgörenhetsarbete och protesterade mot kolonialismen.

## Utmärkelser
Nedslagskratern Al-Taymuriyya på planeten Venus är uppkallad efter henne.